# 激活扩散
激活扩散（英語：Spreading activation）是一种搜索关联网络、生物和人工神经网络或语义网络的方法。这一搜索过程是通过给一组源节点（例如语义网络中的概念）贴上权重或“激活”来启动的，然后迭代地将激活传播或“扩散”到与源节点相连的其他节点。大多数情况下，这些“权重”是真实的数值，伴随激活在网络中的传播而逐渐衰减。当权重值是离散的时，这个过程通常被称为标记传递。激活可能来自不同的路径，由不同的标记识别，并在两个备用路径到达同一节点时终止。大脑研究表明，几个不同的大脑区域在语义处理中都起着重要作用。 
在认知心理学 中，激活扩散作为模型的语义网络中模拟扇出效应。
传播激活也可以应用于信息检索，  通过代表文件和这些文件所含术语的节点网络来实现。

## 认知心理学
在认知心理学中，传播激活是关于大脑如何通过关联思维网络进行迭代以检索特定信息的理论。扩散激活理论将我们记忆中的概念阵列呈现为认知单元，每个单元由一个节点及其相关元素或特征组成，都由它们之间的边缘连接起来。 传播激活网络可以示意性地表示为在网络图中两个节点之间的直线最短，这意味着这些想法的关系相对更为密切，通常会更快地与元概念联系起来。对于记忆心理学来说，传播激活模型是指人们根据个人经验组织他们对世界的知识，也就是说，这些个人经验形成了思想网络，即人对世界的知识。 
在单词认读学习研究中，当一个单词（the target，目标）前面有一个关联的单词（the prime，首要的），即“首要的目标”（prime target）时，参与者回应的时间似乎表现得更好。在实验者给出的各种任务中，从句子验证到词汇决定和命名，都可以看到认知网络中意义相近的词汇的这种语义启发效应。 网络中通路的激活与两个概念在意义上的紧密联系程度以及主题的启发方式密切相关。

## 算法
有向图由 Nodes[1. . . N ] 每个都有一个关联的激活值 A [ i ]，它是 [ 0.0 ... 1.0] 范围内的实数。 Link[i, j] 连接源节点[i] 和目标节点[j]。每条边都有一个关联的权重 W [ i, j ] 通常是 [0.0 ... 1.0] 范围内的实数。 
参数：
- 触发阈值 F，[0.0 ... 1.0] 范围内的实数
- 衰减因子 D，[0.0 ... 1.0] 范围内的实数

步骤：
1. 初始化图形，将所有激活值 A [ i ] 设置为零。将一个或多个源节点设置为大于触发阈值 F 的初始激活值。典型的初始值为 1.0。
2. 对于图中激活值 A [ i ] 大于节点触发阈值 F 的每个未触发节点 [ i ]：
3. 对于连接源节点[i]与目标节点[j]的每个Link[i,j]，调整A[j]=A[j]+(A[i]*W[i,j]*D)，其中D是衰减因子。
4. 如果目标节点收到对其激活值的调整，使其超过 1.0，则将其新激活值设置为 1.0。同样，如果目标节点收到低于 0.0 的调整，则保持 0.0 作为目标节点激活值的下限。
5. 一旦一个节点已经触发，它可能不会再次触发，尽管基本算法的变体允许重复触发并在图中循环。
6. 接收到超过触发阈值 F 的新激活值的节点被标记为在下一个扩展激活周期触发。
7. 如果激活源自多个节点，则该算法的一种变体允许通过标记来区分激活在图中传播的路径
8. 当没有更多的节点要触发时，或者在标记从多个起点传递的情况下，当从多个路径到达一个节点时，该过程终止。允许重复节点触发和图中激活循环的算法变体在达到稳定激活状态后终止，相对于某个增量，或者当超过最大迭代次数时。

## 例子

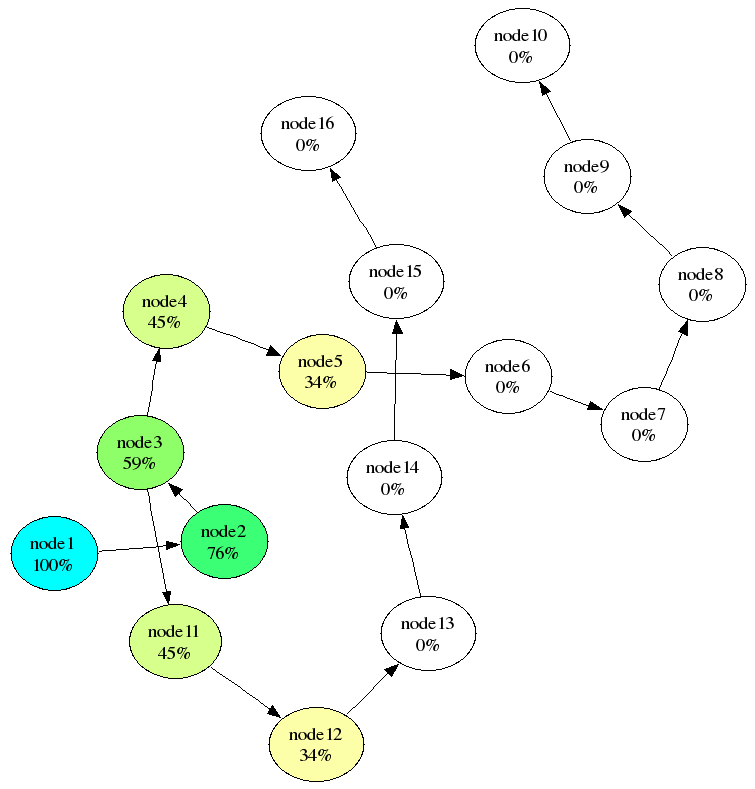
在此示例中，扩散激活起源于节点 1，其初始激活值为 1.0 (100%)。每个链接具有相同的权重值 0.9。衰减因子为 0.85。已经发生了四个传播激活周期。不同的色调和饱和度表示不同的激活值。

## 引用来源
- Nils J. Nilsson. "Artificial Intelligence: A New Synthesis". Morgan Kaufmann Publishers, Inc., San Francisco, California, 1998, pages 121-122
- Rodriguez, M.A., " Grammar-Based Random Walkers in Semantic Networks" （页面存档备份，存于）, Knowledge-Based Systems, 21(7), 727-739, doi:10.1016/j.knosys.2008.03.030, 2008.
- Karalyn Patterson, Peter J. Nestor & Timothy T. Rogers "Where do you know what you know? The representation of semantic knowledge in the human brain", Nature Reviews Neuroscience 8, 976-987 (December 2007)